# Turó de la Banya
El Turó de la Banya és una muntanya de 372 metres que es troba al municipi de Barcelona, a la comarca del Barcelonès.